# Потенциал Вудса — Саксона

Форма потенциала Вудса — Саксона

Потенциа́л Ву́дса — Са́ксона — функция потенциальной энергии, предложенная американскими физиками Д. Саксоном и Р. Вудсом, как приближение для той части потенциальной энергии нуклона в атомном ядре, которая обусловлена ядерными силами и центрально-симметрична.
{\displaystyle U(r)=-{\frac {U_{0}}{1+\exp({r-R \over a})}},}
где
- {\displaystyle R=r_{0}A^{1/3}} — радиус ядра,
  - r0 ≈ 1,25 фм, параметр, приближённо равный среднему расстоянию между нуклонами в ядре;
  - A — массовое число ядра,
- a — параметр диффузности, характеризующий размытие края потенциальной ямы (типичное значение — 0,5 фм),
- {\displaystyle U_{0}} — глубина потенциальной ямы (типичное значение — 50 МэВ).